# 1933–1934-es magyar női nagypályás kézilabda-bajnokság
Az 1933–1934-es magyar női nagypályás kézilabda-bajnokság a hetedik női nagypályás kézilabda-bajnokság volt. A bajnokságban öt csapat indult el, a csapatok két kört játszottak. Ez volt az első bajnokság, amelyet az újonnan megalakult kézilabda-szövetség írt ki.

## Tabella
| #  | Csapat                    | M | Gy | D | V | G+ | G- | P  |
| -- | ------------------------- | - | -- | - | - | -- | -- | -- |
| 1. | Angol–Magyar Cérnagyár SC | 8 | 7  | 1 | 0 | 5  | 3  | 15 |
| 2. | Goldberger SE             | 8 | 6  | 1 | 1 | 5  | 5  | 13 |
| 3. | Kőbányai Siemens SE       | 8 | 4  | 0 | 4 | 0  | 0  | 8  |
| 4. | Vívó és Atlétikai Club    | 8 | 2  | 0 | 6 | 0  | 2  | 4  |
| 5. | Kispesti Törekvés SE      | 8 | 0  | 0 | 8 | 0  | 0  | 0  |

* M: Mérkőzés Gy: Győzelem D: Döntetlen V: Vereség G+: Dobott gól G-: Kapott gól P: Pont